# Daiki Asada
Daiki Asada (japanisch 浅田 大樹 Asada Daiki; * 5. April 1989 in der Präfektur Tokio) ist ein japanischer Fußballspieler.

## Karriere
Asada erlernte das Fußballspielen in der Schulmannschaft der Teikyo High School und der Universitätsmannschaft der Hōsei-Universität. Seinen ersten Vertrag unterschrieb er 2012 beim Honda FC. Der Verein spielte in der dritthöchsten Liga des Landes, der Japan Football League. Für den Verein absolvierte er 62 Ligaspiele. 2014 wechselte er zum Drittligisten FC Ryūkyū. Für den Verein absolvierte er 65 Ligaspiele. 2016 wechselte er nach Fujieda zum Ligakonkurrenten Fujieda MYFC. Für Fujieda stand er 100-mal auf dem Spielfeld. Im Januar 2021 unterschrieb er einen Vertrag beim Viertligisten FC Kariya. 